# Simiskina dohertyi
Simiskina dohertyi is een vlinder uit de familie van de Lycaenidae. De wetenschappelijke naam van de soort is voor het eerst geldig gepubliceerd in 1925 door Evans.